# Duncan Tonatiuh
Duncan Tonatiuh Smith Hernández (Ciudad de México, 1984) es un escritor, ilustrador y activista mexicano-estadounidense. Sus obras tienen temas centrales la cultura latinoamericana, los derechos civiles, el arte precolombino, la migración y la justicia social. Ha recibido múltiples reconocimientos, tanto escritor como ilustrador, por sus distintas obras.

## Biografía
Nació en 1984 en la Ciudad de México (México). Fue criado junto a su padre (de nacionalidad estadounidense) y su madre (de nacionalidad mexicana) en San Miguel de Allende (Guanajuato). 
Cuando era adolescente, se mudó a Estados Unidos; ahí, completó la high school en la Escuela Buxton (Massachusetts). Su inspiración para la ilustración nació en ese periodo bajo la influencia de cómics de superhéroes; además, su inspiración por la pintura también nació en ese periodo, por inspiración de artistas como Vincent van Gogh.
Durante su formación universitaria, se vio atraído al arte mixteco. En 2008 se recibió como licenciado en Bellas Artes por la Parsons The New School for Design (en Manhattan) y como licenciado por la Colegio de Artes liberales Eugene Lang. Su tesis, llamada Journy of a Mixteco (en español: Viaje de un mixteco), recibió un premio y fue publicada en internet.
Después de su graduación, en el mismo año, fue contratado por Abrams Books for Young Children, dos años después (en 2010) publicó su primer libro Dear Primo. Una Carta Para Ti. 

## Obras publicadas
- Dear Primo: A Letter to My Cousin (2010).[4] Obra publicada en español: Dear Primo. Una Carta Para Ti, publicada por Vergara & Riba Infantil (sello de VR Editoras).
- Diego Rivera: His World and Ours (2011).[5]
- Pancho Rabbit and the Coyote: A Migrant's Tale (2013).[6]
- Separate Is Never Equal: Sylvia Mendez and Her Family's Fight (2014).[7] Publicado en español: Separados No Somos Iguales. Sylvia Mendez y la lucha de su familia por la integración, publicada por Sitesa.
- Funny Bones: Posada and His Day of the Dead Calaveras (2015)
- In Salsa (2015)
- The Princess and the Warrior: A Tale of Two Volcanoes (2016). Publicada en español: La princesa y el guerrero, publicada por Vergara & Riba Infantil (sello de VR Editoras).

## Reconocimientos
- Diego Rivera: His World and Ours
  - Ganador del Premio Tomás Rivera por mejor libro infantil mexicano-estadounidense de 2012.
  - Ganador del Premio Pura Belpré por ilustrador en 2012.[8]
- Pancho Rabbit and the Coyote: A Migrant's Tale
  - Premio Pura Belpré de honor por escritor en 2014.[8]
  - Premio Pura Belpré de honor por ilustrador en 2014.[8]
  - Ganador del Premio Tomás Rivera por mejor libro infantil mexicano-estadounidense de 2014.
  - Premio Américas de honor por literatura infantil y juvenil de 2014.[9]
- Separados No Somos Iguales. Sylvia Mendez y la lucha de su familia por la integración
  - Ganador del Premio Pura Belpré por ilustrador en 2015.[8]
  - Ganador del Premio Tomás Rivera por mejor libro infantil mexicano-estadounidense de 2015.
  - Ganador del Premio Jane Addams de literatura infantil para la paz e igualdad social de 2015.
  - Ganador del Premio Robert F. Sibert de 2015.
  - Premio literario Carter G. Woodson de 2015.
  - Premio Américas de honor por literatura infantil y juvenil de 2015.[9]
- Funny Bones: Posada and His Day of the Dead Calaveras
  - Premio del mejor libro ilustrado para niños del The New York Times de 2015.[10]
  - Ganador del Premio Robert F. Sibert de 2016.
  - Ganador del Premio Tomás Rivera por mejor libro infantil mexicano-estadounidense de 2016.
  - Premio Pura Belpré de honor por ilustrador en 2016.
  - Premio Américas de honor por literatura infantil y juvenil de 2016.
- Un poema para cocinar / A Cooking Poem
  - Premio Américas de honor por literatura juvenil e infantil de 2016.[9]
- Esquivel: Space-Age Sound Artist
  - Premio Pura Belpré de honor por ilustrador en 2017.